# Babka-de-batata

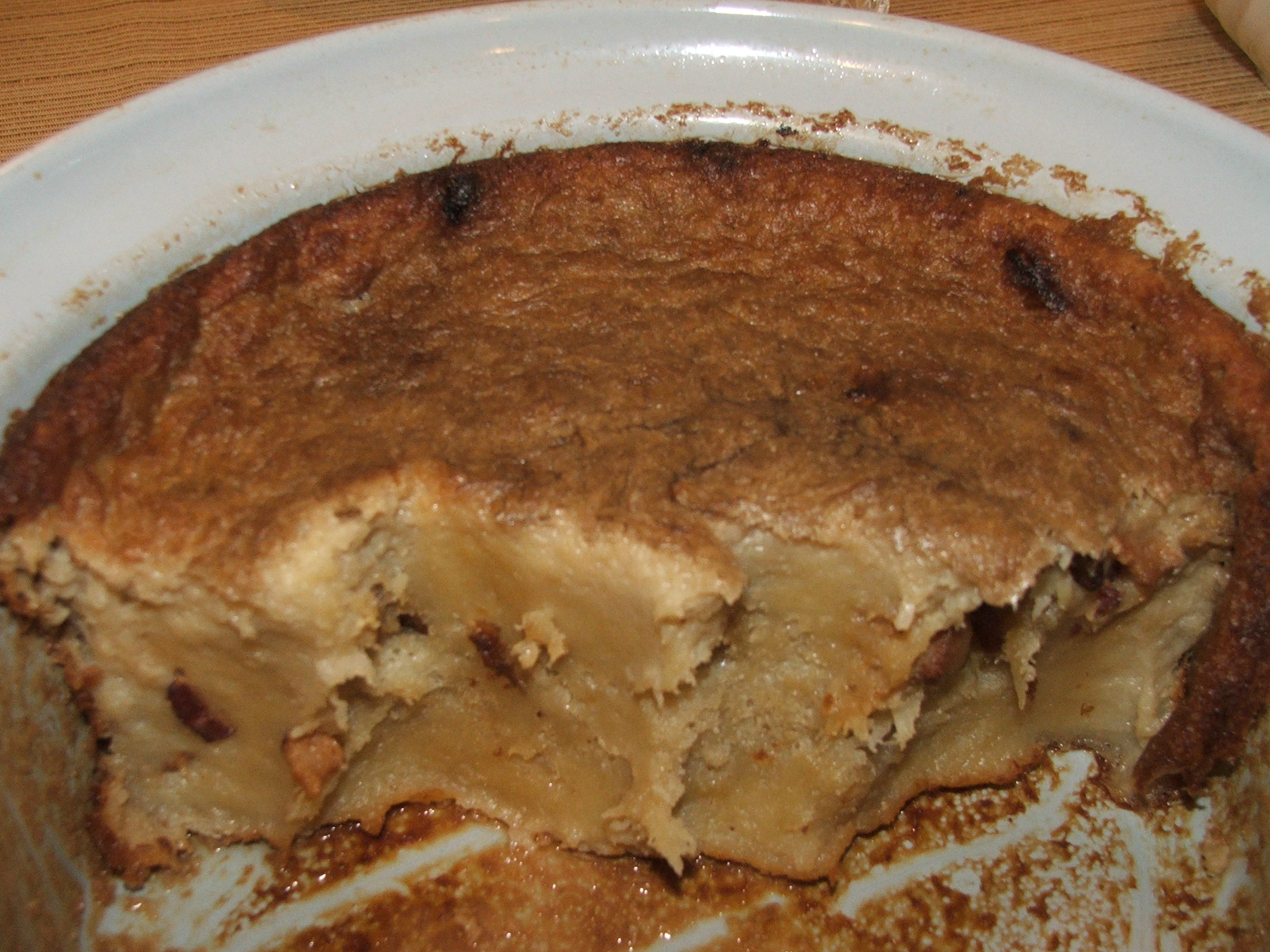
Imagem da Babka-de-batata

Babka-de-batata é uma espécie de pudim feito com puré de batata, ovos, cebola e bacon, geralmente assado no forno (o significado de “babka” é “bolo” e é nesta acepção que é usada nos países vizinhos). 